# Фаткулина, Ольга Александровна
О́льга Алекса́ндровна Фатку́лина (англ. Olga Fatkulina; род.23 января 1990 года в Челябинске) — российская конькобежка, серебряный призёр Олимпийских игр в Сочи, чемпионка мира, многократная призёр чемпионатов мира, заслуженный мастер спорта России(2013). Рекордсменка России в спринтерском многоборье и на дистанции 1000 метров. Четырёхкратная чемпионка России в спринтерском многоборье.
Является военнослужащей войск национальной гвардии Российской Федерации, имеет воинское звание «старший лейтенант».

## Биография
Ольга Фаткулина в 6-летнем возрасте с братом остались без родителей и жили вместе с дядей и бабушкой вчетвером в однокомнатной челябинской квартире. Учась в 3-м классе, в возрасте 9 лет записалась в Спортивную школу олимпийского резерва имени Лидии Скобликовой в Челябинске и стала заниматься конькобежным спортом под руководством тренера Светланы Михайловны Журавлёвой. В подростковом возрасте выиграла детский чемпионат России.
Впервые Ольга обратила на себя внимание в 2008 году, когда выиграла бронзу на чемпионате мира среди юниоров, а через год на юниорском чемпионате мира в Закопане завоевала две бронзы в беге на 1000 и 1500 метров и золото на 500 метров. В 2010 году на чемпионате России в спринтерском многоборье выиграла целых пять медалей. В том же году участвовала  на Олимпиаде в Ванкувере. Бежала две дистанции — 500 и 1000 метров, заняв на обеих 20-е места.
С начала 2011 года тренировалась под руководством Павла Абраткевича. В сезоне 2010/2011 года стала чемпионкой России на дистанциях 500 и 1000 метров. В сезоне 2012/2013 года повторила свой успех на дистанции 500 м. На пятом этапе Кубка мира 2012/2013 впервые поднялась на подиум, став третьей на дистанции 1000 метров.
На шестом этапе Кубка мира 2012/2013 улучшила свои личные результаты на спринтерских дистанциях, обновив собственные национальные рекорды на 1000 м (1.14,24) и в многоборье (150,140). На чемпионате мира в Сочи 2013 года она удостоилась бронзы в забеге на 500 м и золота — на 1000 м. Обладатель Кубка мира 2013/2014 года по конькобежному спорту в беге на дистанции 500 м.
В феврале 2014 года на своих вторых зимних Олимпийских играх в Сочи Ольга завоевала серебряную медаль на дистанции 500 м. После этого Владимир Путин наградил Фаткулину медалью ордена «За заслуги перед Отечеством» I степени. В декабре 2015 на чемпионате России по конькобежному спорту в спринтерском многоборье заняла 1-е место на дистанции 500 м и 2-е место на дистанции 1000 м.
В январе 2016 года на очередном чемпионате России по конькобежному спорту на отдельных дистанциях стала второй в беге на дистанции 1000 м. В 2017 году она впервые выиграла медаль на чемпионате Европы в Херенвене, завоевав бронзу в спринтерском многоборье. На этапе Кубка мира, проходившем в Херенвене в ноябре 2017 года, вместе с Елизаветой Казелиной и Ангелиной Голиковой установила мировой рекорд в командном спринте — 1.26,62.
24 ноября 2017 года решением Международного олимпийского комитета за нарушение антидопинговых правил была лишена серебряной медали Олимпийских игр 2014 года в Сочи и пожизненно отстранена от участия в Олимпийских играх. 1 февраля 2018 была полностью оправдана.
В 2018 году Фаткуллина сначала выиграла золотую медаль в командном спринте на чемпионате Европы в Коломне, а через месяц стала третьей в общем зачёте на чемпионате мира в Чанчуне. Через год она выиграла бронзовые награды на чемпионате Европы в Коллальбо и чемпионате мира в Инцелле.
По-настоящему урожайным на медали стал 2020 год для Ольги Фаткуллиной. Она выиграла два золота на чемпионате Европы в Херенвене и по две серебряные и бронзовые медали на чемпионатах мира в Солт-Лейк-Сити и Хамаре. 
Очередную медаль она выиграла на чемпионате мира на отдельных дистанциях в Херенвене, завоевав бронзу на дистанции 500 метров. В конце 2021 года Ольга стала обладательницей золота в беге на 500 метров на Кубке мира в Калгари. Вместе с тем она установила новый рекорд России, преодолев расстояние за 36,72 сек. 
Была назначена знаменосцем российской команды на церемонии открытия Зимних олимпийских игр в Пекине-2022. На играх в Пекине она заняла 10-е место на дистанции 500 метров и 13-е на 1000 метров. 

## Личная жизнь
Ольга Фаткулина получила степень в области государственного управления в Южно-Уральском государственном университете в Челябинске, а также получила степень в области физического воспитания в Уральском государственном университете физической культуры. Служила в звании старшего лейтенанта в Национальной гвардии Российской Федерации. Она замужем за Александром Рудопысовым, бывшим конькобежцем, мастером спорта России международного класса, он также является её тренером. Она увлекается кулинарией, сноубордом, горными лыжами.

## Спортивные достижения
| Год  | Чемпионаты России на отдельных дистанциях | Чемпионат России спринт | ЧЕ спринт           | ЧЕ на отдельных дистанциях              | ЧМ спринт                | ЧM на отдельных дистанциях              | Олимпийские игры             | Кубок мира                           | ЧМ среди юниоров                            |
| ---- | ----------------------------------------- | ----------------------- | ------------------- | --------------------------------------- | ------------------------ | --------------------------------------- | ---------------------------- | ------------------------------------ | ------------------------------------------- |
| 2008 |                                           |                         |                     |                                         |                          |                                         |                              |                                      | 6e 500 м · 1000 м · 20e 1500 м · 21e 3000 м |
| 2009 | 4e 1000 м                                 |                         |                     |                                         |                          |                                         |                              |                                      | 500 м · 1000 м · 1500 м                     |
| 2010 | 4e 500 м 4e 1000 м                        | · (, )                  |                     |                                         | 8e (11e, 10e, 9e, 4e)    |                                         | 20e 500 м 20e 1000 м         | 25e 500 м 14e 1000 м                 |                                             |
| 2011 | 500 м · 1000 м                            | · (, )                  |                     |                                         | 18e (18e, 22e, 17e, 17e) | 14e 500 м                               |                              | 17e 500 м 33e 1000 м                 |                                             |
| 2012 | 500 м · 5e 1000 м                         | · (, )                  |                     |                                         | 12e (17e, 11e, 11e, 9e)  | 17e 500 м 14e 1000 м                    |                              | 19e 500 м 19e 1000 м                 |                                             |
| 2013 | 500 м · 1000 м                            | · (, )                  |                     |                                         | 9e (9e, 5e, 17e, 9e)     | 500 м · 1000 м                          |                              | 4e 500 м 6e 1000 м                   |                                             |
| 2014 | 500 м · 1000 м · 1500 м                   | (, -, -, -)             |                     |                                         |                          |                                         | 500 м · 4е 1000м · 9е 1500 м | 500 м · 1000 м · 37e 1500 м          |                                             |
| 2015 | 500 м · 1000 м                            |                         |                     |                                         | 5e (4e, 5e, 7e, 8e)      | 13e 500 м 13e 1000 м                    |                              | 12e 500 м 12e 1000 м 33e 1500 м      |                                             |
| 2016 | 500 м · 1000 м                            | · (, )                  |                     |                                         | 6e (4e, 9e, 5e, 8e)      | 7e 500 м 12e 1000 м                     |                              | 10e 500 м 6e 1000 м                  |                                             |
| 2017 | 500 м · 1000 м                            | · (, )                  | · (, 4e, , 4e)      |                                         | 9e (11e, 8e, 7e, 17e)    | 12e 500 м 13e 1000 м                    |                              | 8e 500 м 7e 1000 м                   |                                             |
| 2018 | 500 м · 1000 м                            |                         |                     | 4e 500 м · 6e 1000 м · командный спринт | · (5е, 7e, , 5e)         |                                         |                              | 5e 500 м 8e 1000 м                   |                                             |
| 2019 | 500 м · 1000 м                            | · (, )                  | · (, 4e, , 4e)      |                                         | 9e (6e, 14e, 6e, 8e)     | 5e 500 м · 9e 1000 м · командный спринт |                              | 500 м · 6e 1000 м · командный спринт |                                             |
| 2020 | 500 м · 1000 м                            |                         |                     | 500 м · 6e 1000 м · командный спринт    | · (4е, 6e, 4е, 5e)       | 500 м · 1000 м · командный спринт       |                              | 500 м · 1000 м · командный спринт    |                                             |
| 2021 |                                           |                         | NS4 (5e, 6e, 8e, -) |                                         |                          | 500 м · 4e 1000 м                       |                              | 500 м · 8e 1000 м                    |                                             |
| 2022 |                                           |                         |                     |                                         |                          |                                         | 10е 500 м 13e 1000 м         |                                      |                                             |

* (500 м, 1000 м, 500 м, 1000 м)

## Награды
- Медаль ордена «За заслуги перед Отечеством» I степени (24 февраля 2014 года) — за большой вклад в развитие физической культуры и спорта, высокие спортивные достижения на XXII Олимпийских зимних играх 2014 года в городе Сочи[18][19].